# Cerebratulus ulatiformius
Cerebratulus ulatiformius är en djurart som tillhör fylumet slemmaskar, och som beskrevs av Punnett 1900. Cerebratulus ulatiformius ingår i släktet fläsknemertiner, och familjen Cerebratulidae. Inga underarter finns listade i Catalogue of Life.